# Elizabethtown (trilha sonora)
A trilha sonora do filme Elizabethtown foi lançada em 13 de setembro de 2005 pela RCA Records. Um segundo volume foi lançado em 7 de fevereiro de 2006. O filme foi dirigido por Cameron Crowe e contém a participação da artista Nancy Wilson, além de canções por Tom Petty, Elton John, Lindsey Buckingham, Ryan Adams, My Morning Jacket e outros artistas.

## Faixas

### Volume 1
1. 60B (Etown Theme) - Nancy Wilson
2. It'll All Work Out - Tom Petty and the Heartbreakers
3. My Father's Gun - Elton John
4. IO (This Time Around) - Helen Stellar
5. Come Pick Me Up - Ryan Adams
6. Where to Begin - My Morning Jacket
7. Long Ride Home - Patty Griffin
8. Sugar Blue - Jeff Finlin
9. Don't I Hold You - Wheat
10. Shut Us Down - Lindsey Buckingham
11. Let It Out (Let It All Hang Out) - The Hombres
12. Hard Times (Come Again No More) - Eastmountainsouth
13. Jesus Was a Cross Maker - The Hollies
14. Square One - Tom Petty
15. Same in Any Language - I Nine

### Volume 2
1. Learning to Fly - Tom Petty and the Heartbreakers
2. English Girls Approximately - Ryan Adams
3. Jesus Was A Crossmaker - Rachael Yamagata
4. Funky Nassau Pt. 1 - Beginning of the End
5. Loro - Pinback
6. Moon River - Patty Griffin
7. Summerlong - Kathleen Edwards
8. ...Passing By - Ulrich Schnauss
9. You Can't Hurry Love - The Concretes
10. River Road - Nancy Wilson
11. Same in Any Language - Ruckus
12. What Are They Doing in Heaven Today - Washington Phillips
13. Words - Ryan Adams
14. Big Love (Live) - Lindsey Buckingham
15. I Can't Get Next To You - The Temptations